# 나비를 찍다
"나비를 찍다"(Shooting A Butterfly)는 한국에서 제작된 임철빈 감독의 2001년 드라마 영화이다. 김태민 등이 주연으로 출연하였다.

## 출연

### 주연
- 김태민
- 리민
- 최미경
- 정인겸
- 김도균

## 기타
- 프로듀서: 김일권
- 조연출: 조인규
- 조연출: 김양희
- 동시녹음: 서상민
- 사운드: 박정호
- 특수효과: 서상민
- 분장: 이현경
- 분장: 김영아